# 북유럽 평원

북유럽 평원

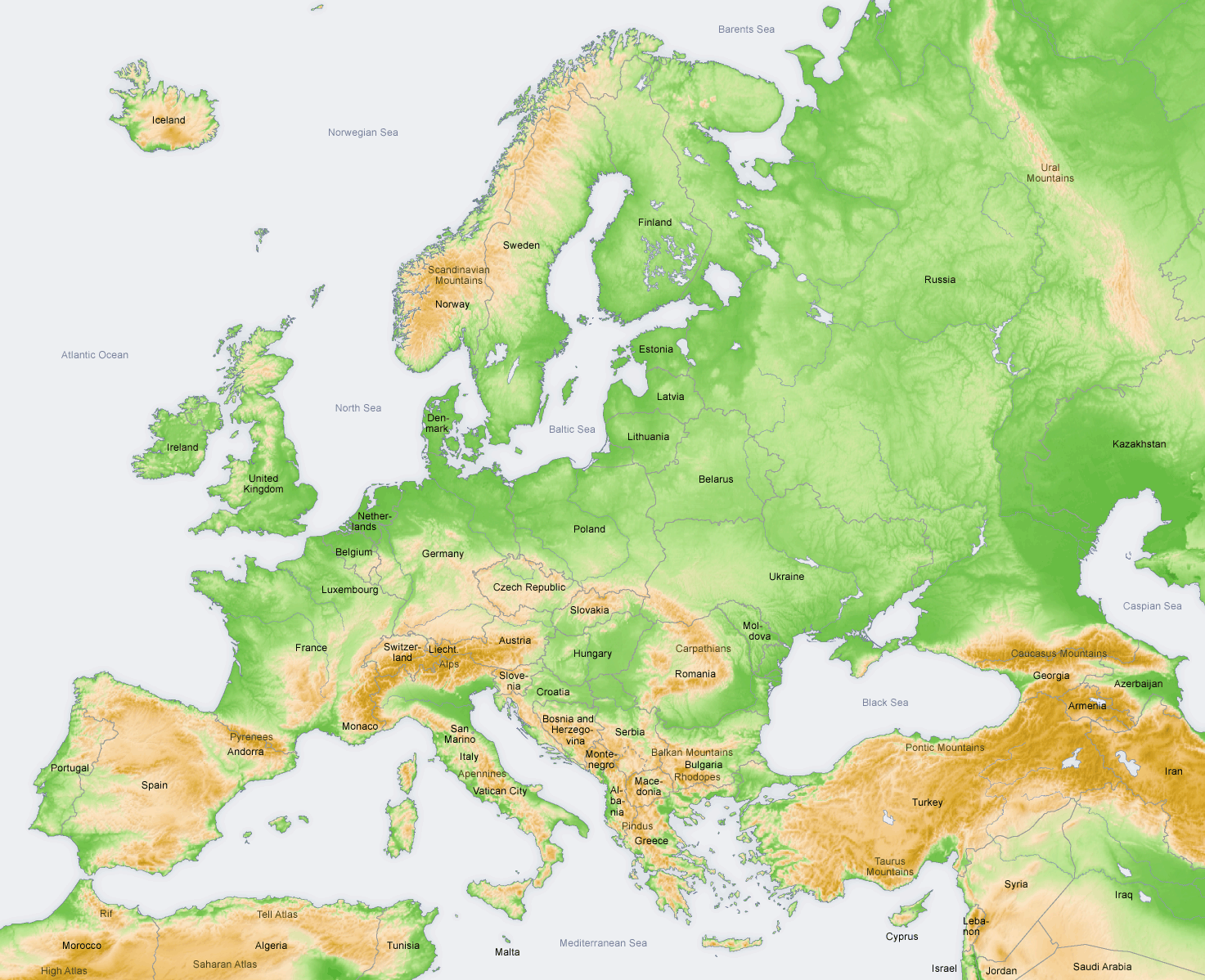
유럽의 지형도

북유럽 평원(독일어: Norddeutsches Tiefland, Norddeutsche Tiefebene 폴란드어: Nizina Środkowoeuropejska)은 유럽의 평야로, 폴란드, 독일, 덴마크, 네덜란드, 벨기에, 프랑스까지 뻗어 있다. 북해와 발트해의 연안을 따라 뻗어 있으며, 동유럽 평원과 연결되어 유럽 대평원을 이룬다. 독일 북부의 북유럽 평원은 북독일 평원이라 부르기도 한다.

## 같이 보기
- 독일의 지리